# Ozero Kalpino
Ozero Kalpino (ryska: Озеро Калпино) är en sjö i Belarus.   Den ligger i voblasten Vitsebsks voblast, i den norra delen av landet, 200 km norr om huvudstaden Minsk. Ozero Kalpino ligger 124 meter över havet.
I omgivningarna runt Ozero Kalpino växer i huvudsak blandskog. Runt Ozero Kalpino är det ganska tätbefolkat, med 72 invånare per kvadratkilometer.